# Maleniec (województwo pomorskie)
Maleniec (kaszb. Môlëńc lub Maléńc, niem. Malenz) – osada w Polsce położona w województwie pomorskim, w powiecie słupskim, w gminie Dębnica Kaszubska. Wieś wchodzi w skład sołectwa Gogolewko.
Na 30 czerwca 2018 w osadzie zamieszkiwały 63 osoby. Według stanu na 30 września 2013 było to osiem osób więcej, tj. 71.
W latach 1975–1998 miejscowość administracyjnie należała do województwa słupskiego.
Osada znajduje się w granicach otuliny Parku Krajobrazowego „Dolina Słupi”. Od południa osadę opływa strumień Maleniec. Odcinek jego doliny od tejże miejscowości do ujścia do Skotawy znajduje się w obszarze mającym znaczenie dla Wspólnoty (projektowanym specjalnym obszarze ochrony siedlisk) „Dolina Słupi” (PLH220052) w ramach sieci Natura 2000. Około 500 m na południe od zabudowań rośnie pomnikowy dąb szypułkowy o nazwie „Dąb Napoleona” o obwodzie pnia 680 cm. W 2008 wiek drzewa szacowano na około 450 lat. Około 1 km na północny wschód od osady położony jest użytek ekologiczny „Żurawinowe Bagno”, około 1,5 km na północny zachód powołano rezerwat przyrody „Gogolewko”.

## Nazwa
Nazwa miejscowości, odnotowana w źródłach po raz pierwszy w 1865, ma pochodzenie słowiańskie i charakter topograficzny. Powstała przez dodanie do nazwy pospolitej malina formantu -ec. Niemiecka nazwa Malenz jest adaptacją fonetyczną pierwotnej nazwy słowiańskiej. Polska nazwa Maleniec została nadana 1 czerwca 1948 zgodnie z Rozporządzeniem Ministrów Administracji Publicznej i Ziem Odzyskanych o przywróceniu i ustaleniu urzędowych nazw miejscowości. Forma Maleniec w miejsce oczekiwanej *Maliniec została ustalona przez KUNM w wyniku błędnej resubstytucji nazwy niemieckiej.
Rada Języka Kaszubskiego proponuje kaszubską formę nazwy Maléńc.